# Calloides magnificus
Calloides magnificus är en skalbaggsart som först beskrevs av Maurice Pic 1916.  Calloides magnificus ingår i släktet Calloides och familjen långhorningar. Inga underarter finns listade.